# بومبای داینگ
بومبای داینگ (انگلیسی: Bombay Dyeing) شرکت نساجی هندی است، که در سال ۱۸۷۹ تأسیس شد.